# Aubrey Strahan
Sir Aubrey Strahan (* 20. April 1852; † 4. März 1928) war ein britischer Geologe.
Strahan ging in Eton zur Schule und studierte an der Universität Cambridge am St. John’s College, wo er 1874 die Tripos Prüfungen in den Naturwissenschaften bestand. Er war ab 1875 beim Geological Survey von Großbritannien, dessen Assistant Director für England und Wales er ab 1909 war und dessen Direktor er später wurde. 1920 ging er in den Ruhestand.
Er kartierte vor allem in Nordengland und Wales, wobei seine Arbeit in den südwalisischen Kohlegebieten auch zur Aufnahme in die Royal Commission of Coal Supplies führte und zu entsprechenden Veröffentlichungen (zum Beispiel Presidential Adress der British Association 1904). Er befasste sich auch mit der Erosion britischer Flüsse (Veröffentlichungen im Geographical Journal 1908 bis 1911, The investigation of rivers).
1919 erhielt er die Wollaston-Medaille. Er war KBE, insbesondere für Publikationen über britische Minerallagerstätten im Ersten Weltkrieg. Er wurde 1903 Fellow der Royal Society und war 1912 bis 1914 Präsident der Geological Society of London.